# Rally Villa de Llanes de 1999
El Rally Villa de Llanes de 1999, oficialmente 23.º Rally Villa de Llanes, fue la vigésimo tercera edición y la quinta cita de la temporada 1999 del Campeonato de España de Rally. Fue también puntuable para el campeonato de Asturias y el Desafío Peugeot. Se celebró el 6 de junio y contó con un itinerario de doce tramos que sumaban un total de 212 km cronometrados.

## Itinerario
| Día   | Tramo | Nombre               | Distancia | Ganador                 | Líder       |
| ----- | ----- | -------------------- | --------- | ----------------------- | ----------- |
| Día 1 | TC1   | Torre-Carmen         | 20.40 km  | Jesús Puras             | Jesús Puras |
| Día 1 | TC2   | Arriondas-Cereceda   | 13.50 km  | Jesús Puras             | Jesús Puras |
| Día 1 | TC3   | Borines-Carrandi     | 17.30 km  | Jesús Puras             | Jesús Puras |
| Día 1 | TC4   | Torre-Carmen 2       | 20.40 km  | Jesús Puras Luis Monzón | Jesús Puras |
| Día 1 | TC5   | Arriondas-Cereceda 2 | 13.50 km  | Jesús Puras             | Jesús Puras |
| Día 1 | TC6   | Borines-Carrandi 2   | 17.30 km  | Jesús Puras             | Jesús Puras |
| Día 1 | TC7   | Nueva-Labra          | 19.50 km  | Jesús Puras             | Jesús Puras |
| Día 1 | TC8   | Arangas-Alles        | 11.60 km  | Jesús Puras             | Jesús Puras |
| Día 1 | TC9   | Siejo-Puertas        | 23.70 km  | Jesús Puras             | Jesús Puras |
| Día 1 | TC10  | Nueva-Labra 2        | 19.50 km  | Jesús Puras             | Jesús Puras |
| Día 1 | TC11  | Arangas-Alles 2      | 11.60 km  | Jesús Puras             | Jesús Puras |
| Día 1 | TC12  | Siejo-Puertas 2      | 23.70 km  | Jesús Puras             | Jesús Puras |

## Clasificación final
| Pos. | Piloto               | Copiloto                 | Automóvil               | Tiempo         | Diferencia |
| ---- | -------------------- | ------------------------ | ----------------------- | -------------- | ---------- |
| 1.   | Jesús Puras          | Marc Martí               | Citroën Xsara Kit Car   | 2:23:48.0      | 0.0        |
| 2.   | Luis Monzón          | José Carlos Déniz        | Peugeot 306 Maxi        | 2:26:04.0      | +2:16.0    |
| 3.   | Manuel Muniente      | Diego Vallejo            | Peugeot 306 Maxi        | 2:26:43.0      | +2:55.0    |
| 4.   | Javier Azcona        | Ezequiel Nazábal         | Peugeot 106 Maxi        | 2:30:42.0      | +6:54.0    |
| 5.   | Santi Concepción     | Jesús Aragón             | Ford Escort RS Cosworth | 2:36:49.0      | +13:01.0   |
| 6.   | Félix García         | Miguel Ángel García      | SEAT Ibiza GTi 16V      | 2:38:17.0      | +14:29.0   |
| 7.   | Roberto Solís        | Francisco Javier Álvarez | Peugeot 106 Rallye      | 2:39:56.0      | +16:08.0   |
| 8.   | Joan Vinyes          | Xavier Lorza             | Citroën Saxo Kit Car    | 2:40:09.0 1:00 | +16:21.0   |
| 9.   | Enrique García Ojeda | Juan Carlos Villegas     | Peugeot 106 Rallye      | 2:42:02.0      | +18:14.0   |
| 10.  | Jonathan de Miguel   | Óscar Cabezas            | Peugeot 106 Rallye      | 2:42:25.0      | +18:37.0   |